# Sacombe
Sacombe – wieś i civil parish w Anglii, w Hertfordshire, w dystrykcie East Hertfordshire. W 2011 civil parish liczyła 177 mieszkańców. Sacombe jest wspomniana w Domesday Book (1086) jako Seuechampe/Seuechampa, Seuecampe/Seuechamp.